# Relações entre Brasil e Bulgária

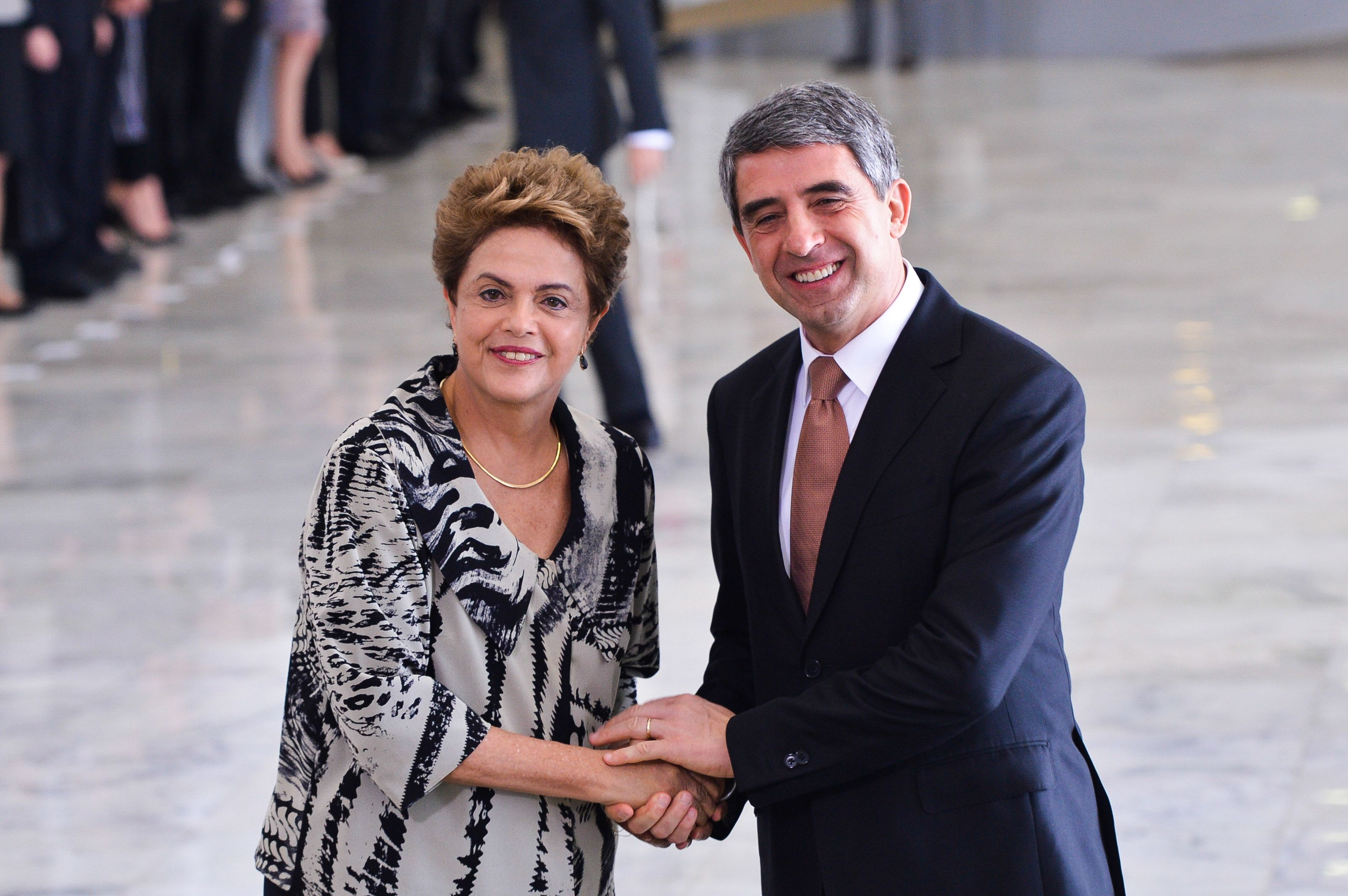
Brasília - A presidente Dilma Rousseff, recebe o presidente da Bulgária, Rosen Plevneliev no Palácio do Planalto(Antônio Cruz/Agência Brasil)

As relações entre Brasil e Bulgária são as relações diplomáticas entre a República Federativa do Brasil e a República da Bulgária. 
Dilma Rousseff, descendente de búlgaros, foi a primeira chefe de Estado brasileira a visitar a Bulgária, em 2011. A visita promoveu o I Fórum Empresarial Brasil-Bulgária e na ocasião os dois países assinaram um Acordo de Cooperação Econômica, ratificado pelo Congresso em 2015. 
O presidente búlgaro Rosen Plevneliev esteve no Brasil em duas ocasiões: em 2012, para participar da Rio+20, e em 2016.

## Comércio
O comércio entre os dois países era limitado, sendo o Brasil apenas o terceiro parceiro comercial da Bulgária na América Latina até 2011. Em 2012, houve um aumento de 55%, levando a um volume de US$ 438,9 milhões, principalmente devido à compra de jatos da Embraer por companhia aérea búlgara.